# Françoise Grossetête
Françoise Grossetête (ur. 17 maja 1946 w Lyonie) – francuska polityk, eurodeputowana, wykładowca akademicki.

## Życiorys
Uzyskała w 1969 licencjat z prawa publicznego oraz nauk politycznych. Pracowała jako nauczyciel w szkolnictwie wyższym. Przez blisko dziesięć lat była asystentem parlamentarnym.
Należała do Partii Republikańskiej, wchodzącej w skład Unii na rzecz Demokracji Francuskiej. Od 1984 do 1994 pełniła funkcję sekretarza federalnego tego ugrupowania. W 1997 znalazła się wśród założycieli Demokracji Liberalnej, z którą w 2002 przystąpiła do Unii na rzecz Ruchu Ludowego.
Od 1983 do 2001 zasiadała w radzie miejskiej Saint-Étienne, później objęła stanowisko zastępcy mera tego miasta. W latach 1988-1998 była radną regionu Rodan-Alpy.
W 1994, 1999, 2004, 2009 i 2014 uzyskiwała mandat posłanki do Parlamentu Europejskiego kolejnych kadencji. W latach 1999–2007 pełniła funkcję wiceprzewodniczącej grupy Europejskiej Partii Ludowej i Europejskich Demokratów.